# Сподобівка
Сподо́бівка —  село в Україні, у Шевченківській селищній громаді Куп’янського району Харківської області. Населення становить 542 осіб. До 2020 орган місцевого самоврядування — Сподобівська сільська рада.

## Географія
Село Сподобівка знаходиться біля витоків річки Синиха. Річка в цьому місці пересихає, на ній зроблено кілька загат. На відстані 1 км розташоване село Дуванка. Неподалік знаходиться садиба Марка Кропивницького «Затишок», де він мешкав упродовж останніх 20 років свого життя.

## Історія
- 1875 - дата заснування.
- 7 (20) листопада 1917 року, відповідно до.Третього Універсалу Української Центральної Ради, увійшло до складу Української Народної Республіки[1].
- 12 червня 2020 року, відповідно до Розпорядження Кабінету Міністрів України № 725-р «Про визначення адміністративних центрів та затвердження територій територіальних громад Харківської області», увійшло до складу Шевченківської селищної територіальної громади[2].
- 19 липня 2020 року, в результаті адміністративно-територіальної реформи та ліквідації Шевченківського району, село увійшло до складу новоутвореного Куп'янського району Харківської області[3].

## Економіка
- «Сподобівка», ТОВ.
- Акціонерне товариство «ДРУЖБА».

## Об'єкти соціальної сфери
- Дитячий садок.
- Школа.
- Фельдшерсько-акушерський пункт.